# Wyżni Durny Karb
Wyżni Durny Karb (słow. Vyšný pyšný zárez) – wybitna przełęcz w Durnej Grani w słowackiej części Tatr Wysokich. Oddziela Skrajnego Durnego Kopiniaka na północy od Zadniej Durnej Baszty na południu.
Przełęcz jest wyłączona z ruchu turystycznego. Zachodnie stoki Wyżniego Durnego Karbu opadają do Spiskiego Kotła, natomiast wschodnie do Klimkowego Żlebu – dwóch odgałęzień Doliny Małej Zimnej Wody i jej górnego piętra, Doliny Pięciu Stawów Spiskich. Najdogodniejsza droga dla taterników prowadzi z Klimkowego Żlebu i jest znana od dawna. Możliwe jest też wejście na przełęcz od strony Spiskiego Kotła przez wielką wnękę.
Pierwsze wejścia na Wyżni Durny Karb miały miejsce przy okazji pierwszych przejść Durnej Grani.

## Przypisy

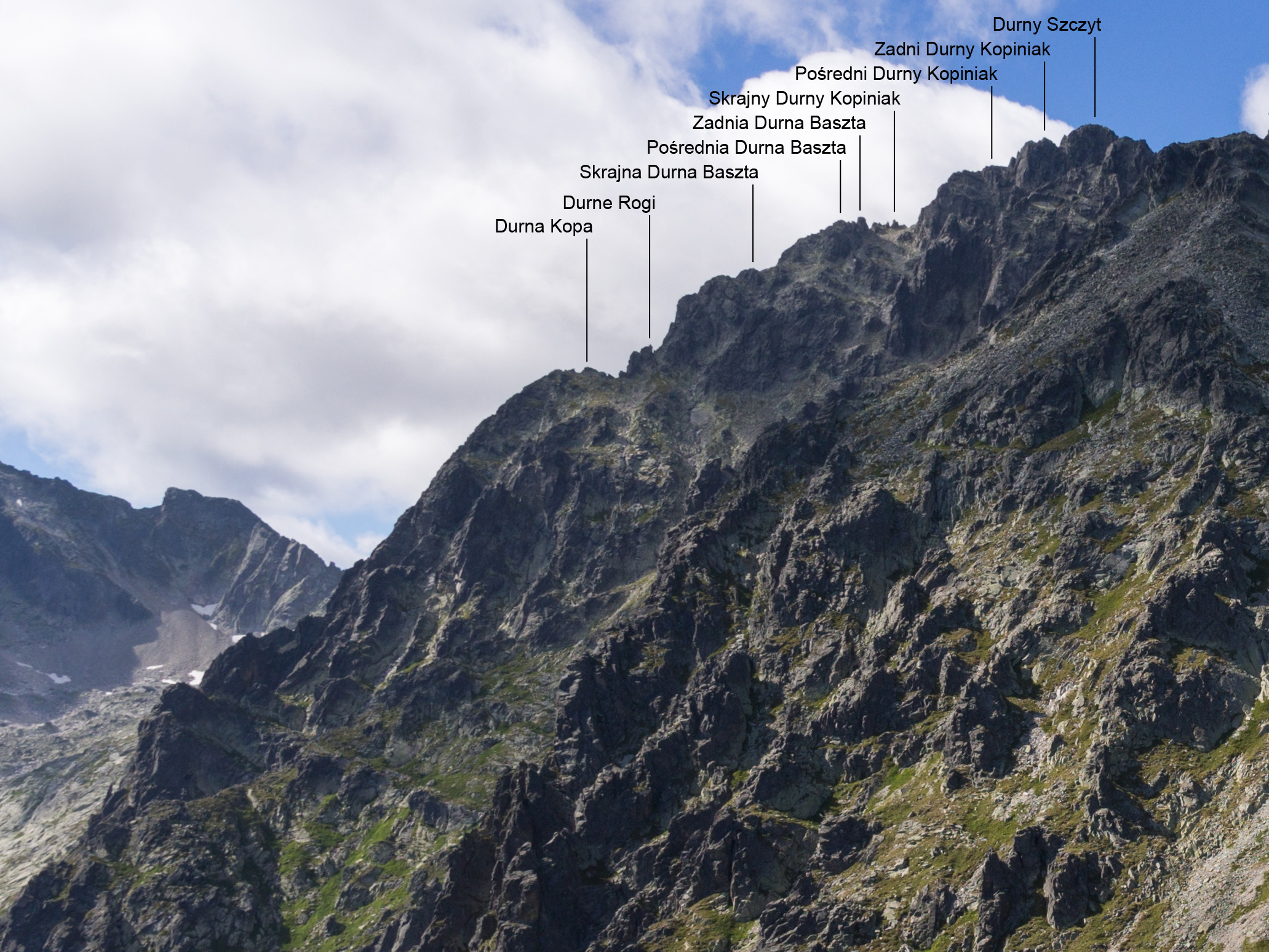
Widok na Durną Grań z Wielkiej Łomnickiej Baszty